# Paul Bocquillon
Pour les articles homonymes, voir Bocquillon.
Paul Bocquillon (né Paul Bocquillon Liger-Belair à Millançay le 2 avril 1903 et mort à Paris 18e le 2 août 1948) est un décorateur français sur faïence et porcelaine installé à Paris au Faubourg Saint-Denis dans la première moitié du XXe siècle.

## Biographie
Entre 1930 et 1948, Bocquillon a travaillé pour la société Berger au décor de lampes Berger en porcelaine. Il était aussi spécialisé dans la reproduction d'anciennes porcelaines et faïences chinoises ; il a produit de nombreuses boîtes à charnières, notamment dans le style Capodimonte ; sa marque est une ancre dorée.